# Дом акционерного общества АРКОС
Дом акционерного общества АРКОС — здание в стиле конструктивизма, расположенное по адресу улица Ильинка, 11/10, строение 1 в Тверском районе Москвы. Выявленный объект культурного наследия регионального значения.

## История
Здание для Всероссийского кооперативного акционерного общества АРКОС (All Russian Cooperative Society Limited, с 1922 — Arcos Ltd), зарегистрированного в Великобритании и занимавшегося экспортно-импортными операциями в интересах советских внешнеторговых организаций, было построено на углу Ильинки и Большого Черкасского переулка на месте снесённого подворья Новоиерусалимского монастыря постройки середины XVII века. 
Административное здание было построено по проекту архитектора Владимира Маята, ранее работавшего в неоклассическом стиле и выполнявшего заказы для купцов-меценатов Морозовых и Рябушкинских. В 1924 году Маят выиграл конкурс на проект, в 1927—1928 годах строительство было завершено. Исторически первые 2 этажа здания отводились под банк и магазины, 3 и 4 — под конторские помещения, 5 и 6 занимали гостиничные номера, в подвале располагался гараж. В современный период здесь разместились некоторые подразделения Министерства финансов РФ.

## Архитектура
Одним из фасадов здание акционерного общества «Аркос» вплотную примыкает к бывшему зданию Азовско-Донского банка (ныне — поликлинике Министерства финансов РФ), образуя вместе с расположенным напротив зданием Минфина единый ансамбль, выполненный рациональной стилистике. Фасады здания подчёркнуто геометричны, следуют членениям железобетонного каркаса. Богатство композиции придают аттик ступенчатой формы и 3 плоских эркера со сплошным остеклением по центру обращённого к Ильинке фасада. Здание было высоко оценено архитекторами своего времени и образцом при строительстве административных зданий в других городах СССР.